# Broussey-Raulecourt
Broussey-Raulecourt – miejscowość i gmina we Francji, w regionie Grand Est, w departamencie Moza.
Według danych na rok 1990 gminę zamieszkiwały 204 osoby, a gęstość zaludnienia wynosiła 10 osób/km² (wśród 2335 gmin Lotaryngii Broussey-Raulecourt plasuje się na 841. miejscu pod względem liczby ludności, natomiast pod względem powierzchni na miejscu 164.).

## Linki zewnętrzne

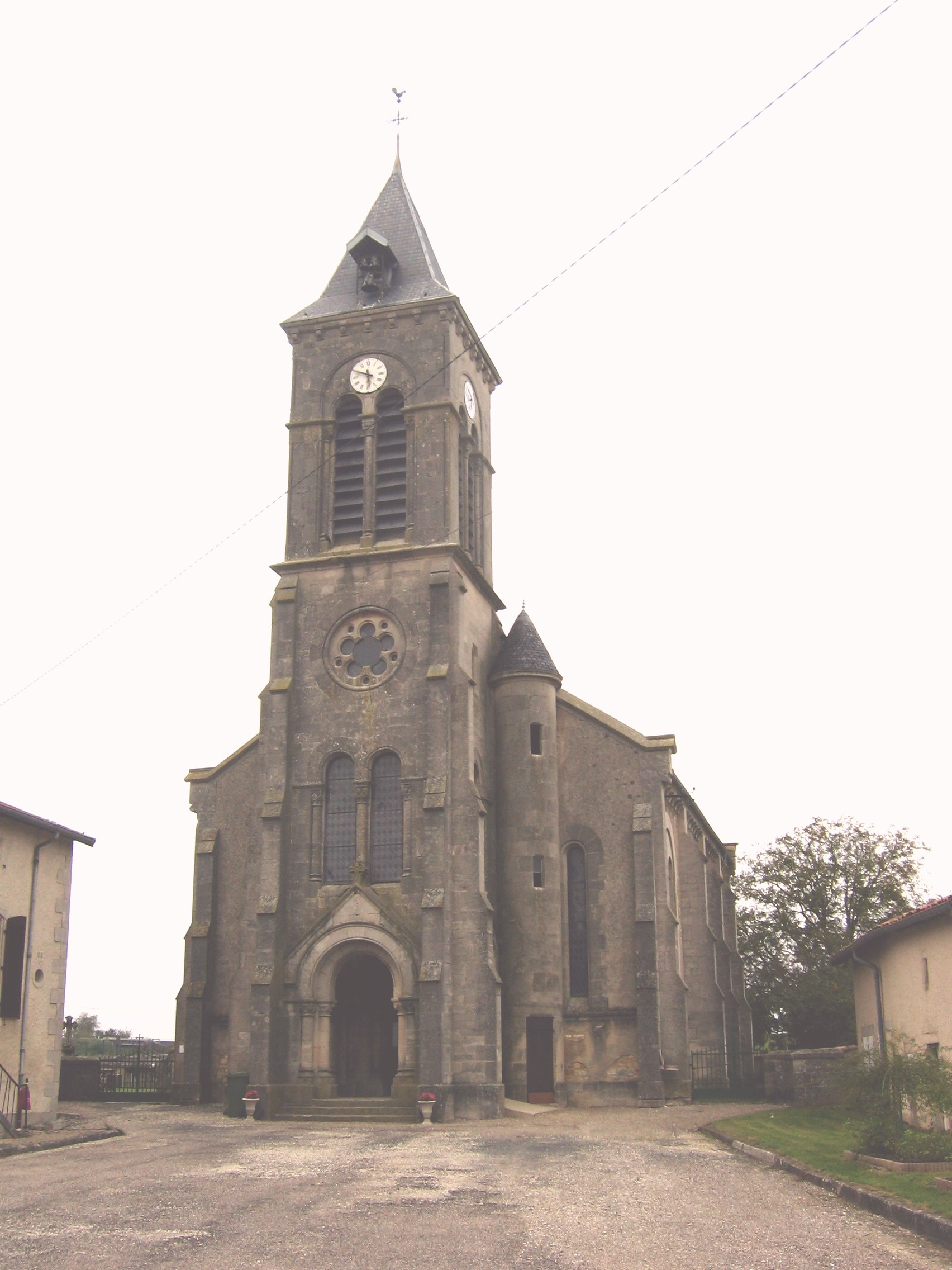
Kościół w Broussey